# Surface (physique)
Pour les articles homonymes, voir Surface.
Ne pas confondre avec la notion d'aire ou de superficie, voir surface, aire et superficie.
En physique, une surface est une étendue géométrique à deux dimensions, sur laquelle il est localement possible de se repérer à l'aide de deux coordonnées réelles, comme dans le plan (avec l'abscisse et l'ordonnée) ou sur une sphère (avec la  latitude et la longitude). Une surface apparaît généralement comme une interface entre deux milieux, ou entre l'intérieur et l'extérieur d'un système physique, supportant une distribution surfacique d'un champ scalaire, ou à travers laquelle passe un flux d'un champ vectoriel. Le phénomène physique analysé se rapporte alors localement à un élément de surface à caractère vectoriel. La surface est également une grandeur physique, qui mesure globalement l'étendue géométrique de cette interface, le plus souvent sous forme d'une intégrale double. Cette grandeur physique a alors un caractère scalaire extensif.

## Grandeur physique

### Surface élémentaire
Une surface en physique peut généralement être paramétrée par deux paramètres indépendants u et v. Pour tout point {\displaystyle \mathrm {M} (u,v)} appartenant à cette surface, le vecteur position {\displaystyle {\overrightarrow {\mathrm {OM} }}} (où O désigne une origine fixe quelconque) a pour différentielle :
{\displaystyle \mathrm {d\,{\overrightarrow {OM}}} =\left({\frac {\partial \,{\overrightarrow {\mathrm {OM} }}}{\partial u}}\right)\mathrm {d} u+\left({\frac {\partial \,{\overrightarrow {\mathrm {OM} }}}{\partial v}}\right)\mathrm {d} v}.
Les vecteurs {\displaystyle (\partial \,{\overrightarrow {\mathrm {OM} }}/\partial u)} et {\displaystyle (\partial \,{\overrightarrow {\mathrm {OM} }}/\partial v)}, indépendants presque partout, définissent le plan tangent à la surface en M. Une variation élémentaire {\displaystyle (\mathrm {d} u,\mathrm {d} v)} des deux paramètres forme l'élément de surface (ou surface élémentaire) {\displaystyle {\overrightarrow {\mathrm {d} ^{2}S}}} (ou simplement {\displaystyle {\overrightarrow {\mathrm {d} S}}} si l'on na pas besoin de rappeler que deux variables varient indépendamment), vecteur défini par :
{\displaystyle {\overrightarrow {\mathrm {d} ^{2}S}}=\left({\frac {\partial \,{\overrightarrow {\mathrm {OM} }}}{\partial u}}\right)\wedge \left({\frac {\partial \,{\overrightarrow {\mathrm {OM} }}}{\partial v}}\right)\,\mathrm {d} u\,\mathrm {d} v}.
Le module d'un vecteur position s'exprimant en mètres (m), celui d'un élément de surface s’exprime en mètres carrés (m2). Sur le plan de sa grandeur d'orientation, la surface élémentaire est un pseudovecteur, donc de dimension L 2·1y.

### Intégrale et distribution de surface
L'analyse d'un système physique caractérisé par une surface conduit fréquemment à étudier la distribution surfacique d'une certaine grandeur physique X. Dans le cas, la surface considérée est normalement une surface matérielle, limite d'un corps physique ou interface entre deux milieux.
Une telle distribution correspond à la dérivée partielle de cette grandeur physique par rapport à l'élément de surface, c'est la limite de la valeur observée sur une certaine partie S de la surface, divisée par l'aire de cet élément, lorsque le diamètre de cet élément de surface tend vers zéro :
{\displaystyle {\partial X \over \partial S}=\lim _{\phi S\rightarrow 0}{\langle X|S\rangle  \over S}}
Si la grandeur physique X a pour unité SI x, sa distribution surfacique sera exprimée en x/m2.
Inversement, si c'est la distribution surfacique Y d'une certaine grandeur X qui est connue, l'intégrale de surface sur une certaine région correspond à la quantité de X présente sur cette région :
{\displaystyle \int _{S}Y.\mathrm {d} S=\langle X|S\rangle \qquad } avec {\displaystyle \quad \mathrm {d} S=\|{\overrightarrow {\mathrm {d} S}}\|}
Si la grandeur physique Y a pour unité SI y, son intégrale surfacique sera exprimée en y m2. Le résultat d'une intégrale de surface est une grandeur additive, dans le sens où l'intégrale sur une surface partitionnée est la somme des intégrales sur chaque partie.
Une intégrale de surface porte souvent sur une grandeur scalaire, mais ce n'est pas une nécessité : par exemple, une portance est l'intégrale de surface (sur une aile) d'une distribution vectorielle de force.

### Aire d'une surface
L'intégrale de surface se fait par rapport à la norme du vecteur élément de surface.
En particulier, l'aire d'une surface donnée est l'intégrale surfacique de la fonction unité :
{\displaystyle S=\int _{S}\mathrm {d} S}
Il convient de noter que si une surface élémentaire est un pseudovecteur défini pour chaque point (donc une grandeur intensive), l'aire d'une surface est au contraire un scalaire défini pour l'ensemble du système physique considéré, donc un scalaire extensif (de dimension L 2·10).

## Surfaces et limites

### Flux
L'analyse d'un champ vectoriel d'une grandeur physique conduit fréquemment à en considérer le flux à travers une certaine surface. Dans ce cas, la surface considérée n'est pas nécessairement une surface matérielle, mais peut également représenter une frontière arbitraire.
Le flux d'un champ vectoriel {\displaystyle {\vec {X}}} à travers une surface S est l'intégrale sur cette surface du produit scalaire des deux vecteurs. En termes d'intégrale de surface, c'est l'intégrale au sens précédent de la projection du champ vectoriel sur la normale à la surface :
{\displaystyle \Phi _{S}=\int _{S}{\vec {X}}\cdot {\overrightarrow {\mathrm {d} S}}=\int _{S}X.\cos({\vec {X}},{\overrightarrow {\mathrm {d} S}}).\mathrm {d} S}
Si la grandeur physique vectorielle Y a pour dimension [Y], son flux sera exprimé en [Y].m2. En ce qui concerne la grandeur d'orientation associée, si la grandeur physique initiale est un vecteur d'orientation 1x, son produit par l'élément de surface d'orientation 1y donnera une grandeur physique d'orientation 1z, c'est-à-dire un pseudoscalaire.

### Théorème du rotationnel
Le champ vectoriel {\displaystyle \scriptstyle {\vec {X}}} étudié peut fréquemment être analysé comme étant le rotationnel (schématiquement, la « dérivée ») d'un champ vectoriel {\displaystyle \scriptstyle {\vec {Y}}} (qui schématiquement est sa « primitive »). Dans ce cas, le théorème du rotationnel relie l'intégrale volumique de {\displaystyle \scriptstyle {\vec {X}}} à une intégrale de surface de sa « primitive » sur la frontière S de ce volume V :
{\displaystyle \iiint _{V}{\vec {X}}.\mathrm {d} V=\iint _{S}{\vec {Y}}\wedge {\overrightarrow {\mathrm {d} S}}\qquad } avec {\displaystyle \quad {\vec {\nabla }}\wedge {\vec {Y}}={\vec {X}}}
Dans cette même configuration, le même théorème relie le flux du champ {\displaystyle \scriptstyle {\vec {X}}} à travers une surface S à la circulation de {\displaystyle \scriptstyle {\vec {Y}}} le long de la courbe limite C de cette surface :
{\displaystyle \iint _{S}{\vec {X}}\cdot {\overrightarrow {\mathrm {d} S}}=\oint _{C}{\vec {Y}}\cdot {\overrightarrow {\mathrm {d} \ell }}\qquad } avec {\displaystyle \quad {\vec {\nabla }}\wedge {\vec {Y}}={\vec {X}}}

### Convention d'orientation
Les intégrales de surface précédentes permettent en particulier de calculer la surface et le volume d'objets physiques. Cependant, ces deux grandeurs physiques sont des grandeurs essentiellement positives, alors que la surface élémentaire est un pseudovecteur. Si ces formules sont appliquées sans correction conventionnelle, on obtiendra alors des surfaces ou des volumes susceptibles de prendre des valeurs négatives, suivant le choix du repère, au lieu d'être par convention toujours positif.
Pour cette raison, on convient que dans le cas d'une surface fermée délimitant un volume, l'orientation d'une surface élémentaire est toujours prise dirigée vers l'extérieur.

## Classification topologique
Une surface peut ainsi être un domaine du plan, délimité par un contour plus ou moins régulier comme un polygone, un cercle ou d'autres courbes. Mais il est aussi possible de définir des surfaces comme sous-variétés de l'espace à trois dimensions (ou plus), notamment comme ensemble de solutions d'un système d'équations pour lequel il y a deux inconnues de plus que d'équations.
Certaines surfaces sont des figures classiques de la géométrie du plan (triangles et autres polygones, disques, anneaux...) ou de l'espace (sphères, cylindres, ellipsoïdes et autres quadriques, tores, ruban de Möbius...) tandis que d'autres ne peuvent être plongées dans l'espace à trois dimensions, soit pour des raisons géométriques comme pour le demi-plan de Poincaré, soit pour des raisons topologiques comme pour le plan projectif ou la bouteille de Klein.
Parmi les surfaces de l'espace à trois dimensions, certaines sont obtenues par rotation d'une courbe autour d'un axe, ce qui fournit entre autres des formules permettant d'évaluer leur aire.
Une surface réglée est une surface obtenue comme réunion d'un ensemble de droites, comme les cylindres ou les hyperboloïdes à une nappe.
Les surfaces compactes connexes peuvent être classifiées topologiquement par trois invariants :
- leur orientabilité ;
- leur genre ;
- le nombre de composantes de leur bord.

## Conversion des unités
| Unité de mesure             | mm2          | cm2        | dm2     | m2 ca | dam2 a | hm2 ha    | km2          |
| --------------------------- | ------------ | ---------- | ------- | ----- | ------ | --------- | ------------ |
| Équivalent en mètres carrés | 0,000 001 m2 | 0,000 1 m2 | 0,01 m2 | 1 m2  | 100 m2 | 10 000 m2 | 1 000 000 m2 |